# Запалювання (фільм, 2013)
«Запалювання» — Пригодницька іспанська мелодрама розповість історію про двох закоханих Арі і Наваса, котрі є професійними шахраями.

## Зміст
Навас і Арі являють собою дуже органічну пару. Крім того вони партнери по своєрідному «бізнесу»: Арі шукає багатих клієнтів і спокушає їх своєю ефектною зовнішністю, в той час як Навас грабує чоловіків, які втратили пильність. Все йшло гладко до того моменту, як Арі відчула симпатію до їх нової потенційної жертви…